# Trichostigma
Trichostigma é um género botânico pertencente à família Phytolaccaceae.
1. ↑  «Trichostigma — World Flora Online». www.worldfloraonline.org. Consultado em 19 de agosto de 2020